# デイリー・エクスプレス
デイリー・エクスプレス（Daily Express）は、イギリスのタブロイド紙。1900年創刊。

## 概要
デイリー・エクスプレスは1900年、サー・アーサー・ピアソンにより創刊。1916年にマックス・エイトケン（のちにチャーチル戦時内閣の大臣）に売却され、1918年にサンデー・エクスプレスが、1978年にはデイリー・スターが創刊された。